# 小山桃
小山 桃（こやま もも、1996年3月2日 - ）は、日本のレースクイーン、女性モデル。
東京都出身。現在はフリーランス。

## 略歴
2014年、SUPER GT『D’Station フレッシュエンジェルズ』としてレースクイーンデビュー。当時満18歳でのフレエン就任は歴代最年少記録である。
2015年、TEAM IMPUL『LENOVO GIRL』として同年のSUPER GTに参加。スーパー耐久では『TOYOTA GAZOO Lady』としても活動した。
2016年は藤木由貴、河瀬杏美と共にSUPER GT『Weds Sport RACING PROJECT BANDOH』のレースクイーンを担当。デビュー当初からの念願叶っての選出だった。同年6月、レッドブル・エアレース・ワールドシリーズ千葉大会でマイケル・グーリアン（No.99 チーム・グーリアン）のエアレースクイーンを担当したが、エアレースクイーン大賞受賞はならなかった。
2017年は『ITOCHU ENEX IMPUL LADY』としてSUPER GT、スーパーフォーミュラの2カテゴリーに参加。スーパー耐久『T's concept“T's GIRL”』としての活動もあったが、同年8月のSUPER GT富士スピードウェイ戦前に全治2か月の怪我を負った為、IMPUL LADYとしての活動は辞退という形で終わった。
2018年、2年ぶりにWeds Sport RACING PROJECT BANDOHのレースクイーンに復帰。1年置いてWedsのRQを務めたケースは佐野真彩（2011年・2013年）以来となった。同年6月より、Wedsで共働している近藤みやびから引き継ぐ形で、K-1WGPのラウンドガール『K-1ガールズ』を務めていた。
2019年は同じ事務所の宮瀬七海から引き継ぐ形で『Owltech Lady』（オウルテックレディ）としてSUPER GT、スーパーフォーミュラの自動車レース2カテゴリーのRQを務めたが、同年10月28日、自身のブログでレースクイーン卒業を表明。同年11月3日のSUPER GT最終戦（於：ツインリンクもてぎ）では、関わった「LEXUS TEAM LEMANS WAKO'S」がシリーズチャンピオンとなり、SUPER GTのRQとして有終の美を飾った。
2022年、自身のTwitterにてイー・スマイルを退所した事を報告した。

## 人物
- 身長は172cmで、キャッチコピーは「桃から生まれた美の8頭身」[17]。
- 趣味は岩盤浴、映画観賞、クマ集め。特技はクラシックバレエ。
- 好きな色はピンク、白、赤[24]。
- 兄が1人いる[25]。
- 子供の頃はお花屋さんに[24]、高校時代は漫画『宇宙兄弟』の影響で宇宙飛行士になるのが夢だった[25]。
- 音楽ユニット「Friday Night Plans」のMasumiは幼稚園からの親友である[26]。

## エピソード
2016年の第7回日本レースクイーン大賞では、Weds Sportがコスチューム部門のグランプリに選ばれたが、同年9月18日にスーパーオートバックス仙台ルート45（宮城県仙台市）で行われたWeds Sportイベントの最中、当該コスチュームが何者かに盗まれる事件が起こった。その後日本レースクイーン大賞の授賞式が行われた「東京オートサロン2017」の会場で当該コスチュームを盗んだ容疑者を発見し、2017年2月7日付で逮捕され事件は収束した。RQ大賞授賞式に出席した小山はこの事件に関し「このコスチュームは2着目でーす!」と一笑に付したという。

## 活動

### レースクイーン
| 年度   | カテゴリー                    | チーム名                                        | 他メンバー                                 |
| ------ | ----------------------------- | ----------------------------------------------- | ------------------------------------------ |
| 2014年 | SUPER GT                      | D'Station フレッシュエンジェルズ                | 佐崎愛里、松瀬結衣、蘭                     |
| 2015年 | SUPER GT スーパーフォーミュラ | TEAM IMPUL LENOVO GIRL                          |                                            |
| 2015年 | スーパー耐久                  | TOYOTA GAZOO Lady                               | 黒須さおり、佐藤美央里、杉山愛奈、辻野泉葉 |
| 2016年 | SUPER GT                      | Weds Sport RACING PROJECT BANDOH レースクイーン | 藤木由貴、河瀬杏美                         |
| 2017年 | SUPER GT スーパーフォーミュラ | ITOCHU ENEX IMPUL LADY                          | 陽菜みなみ                                 |
| 2017年 | スーパー耐久                  | T's concept「T's GIRL」                         | 一瀬優美、廣瀬美咲                         |
| 2018年 | SUPER GT                      | Weds Sport RACING PROJECT BANDOH レースクイーン | 近藤みやび、山本成美                       |
| 2019年 | SUPER GT スーパーフォーミュラ | Owltech Lady                                    | 山下莉果                                   |

### イベント出演
- 国際オートアフターマーケットEXPO2015「MS JAPAN SERVICE」ブースコンパニオン（あべみほと共演[30]）
- JAPANドラッグストアショー2015「meiji」ブースコンパニオン[31]
- 東京モーターサイクルショー2015「BMW」ブースコンパニオン[32]
- 大塚剃毛製造・マルテー祭2015「MS JAPAN SERVICE」ブースコンパニオン（あべみほと共演[33]）
- ニコニコ超会議2018「超パチンコ&パチスロフェスティバル」コンパニオン[34]（フレエンで共働した蘭とも共演[35]）
- ニコニコ超会議2019 SCRAPブース「超ブラック企業からの脱出」コンパニオン[36]
- TEPPEN WORLD CHAMPIONSHIP2019 決勝大会ラウンドガール（2019年12月21日、東京国際フォーラム）[37]

#### 東京オートサロン出演歴
| 年     | 出演ブース          | 備考                                                       |
| ------ | ------------------- | ---------------------------------------------------------- |
| 2015年 | MS JAPAN SERVICE    | あべみほと共演                                             |
| 2016年 | TOYOTA GAZOO Racing | GAZOO Ladyとして出演                                       |
| 2017年 | Weds Sport          | Wedsレースクイーンとして出演                               |
| 2018年 | MOTUL               | 山本成美、霧島聖子とも共演                                 |
| 2019年 | Weds Sport          | Wedsレースクイーンとして出演。近藤みやび、山本成美と共演。 |
| 2020年 | Owltech             | Owltechレディとして出演                                    |